# Mitología creativa
Mitología creativa  (en inglés Creative Mythology) es el cuarto volumen correspondiente a la tetralogía sobre mitología comparada Las máscaras de Dios escrita por el mitólogo, escritor y profesor estadounidense Joseph Campbell.

## Contenido
Las máscaras de Dios se completan con Mitología creativa. Escrito en 1968, explora el desarrollo en la cultura moderna, a partir de la literatura, el arte, la filosofía y la ciencia, de una nueva conciencia del hombre como creador de su propia mitología.
En este volumen, Campbell hace un recorrido por la mitología europea del individualismo desde la Edad Media hasta la época contemporánea y desarrolla su idea de la mitología creativa, en el sentido shakespeariano del término, es decir, como espejo para mostrar a la virtud y al vicio su verdadero aspecto, y a las generaciones de cada siglo su auténtica forma y fisonomía.
Se trata de una vertiente de la mitología que no proviene de los dictados y análisis teológicos de las altas esferas sacerdotales, como sucede en la mayoría de las religiones, sino que brota de las intuiciones, los sentimientos, las ideas y las visiones de los artistas y escritores que han creado nuevos relatos e imágenes míticas, como es el caso de las historias medievales en torno a los caballeros de la Mesa Redonda, el Grial o Tristán e Isolda, o de las obras de Dante, Nietzsche, Wagner, Thomas Mann y Joyce, o en el Guernica de Picasso.
El volumen se organiza en cuatro grandes partes:
1. La antigua vid.
2. La tierra baldía.
3. La vía y la vida.
4. Nuevo vino.

## Edición en castellano
- Campbell, Joseph (2018). Las máscaras de Dios. Volumen IV. Mitología creativa. Traducción Belén Urrutia, revisión Santiago Celaya, 988 páginas. Colección Memoria mundi, cartoné (Tercera edición). Vilaür: Ediciones Atalanta. ISBN 978-84-947297-9-9.
- Campbell, Joseph (1992). Las máscaras de Dios. Mitología creativa. Traducción Belén Urrutia (descatalogado). Madrid: Alianza Editorial. ISBN 978-84-206-9624-9.

- Datos: Q5183575